# Karl Richard Lepsius

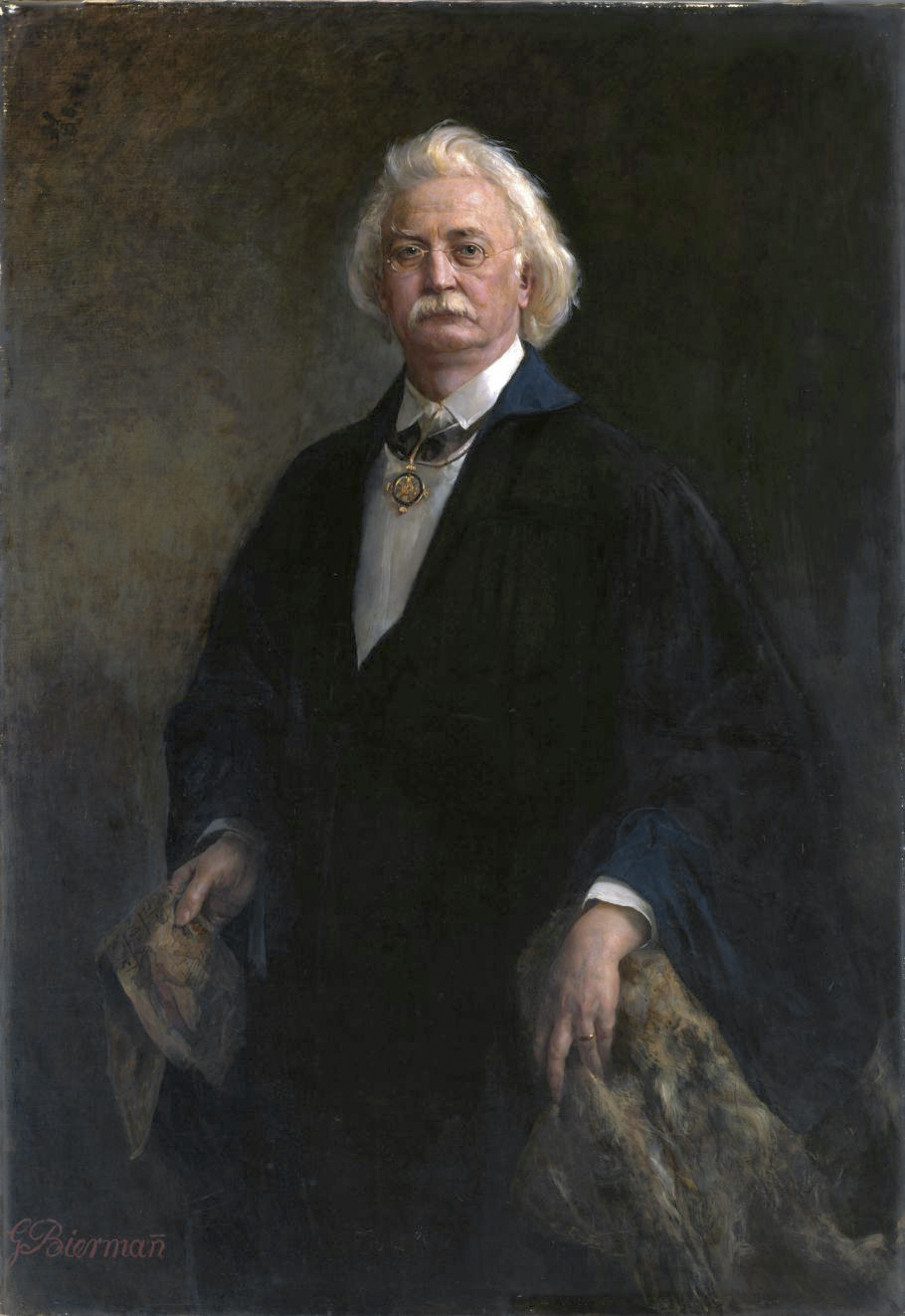
Portret z odznaczeniem Pour le Mérite

Karl Richard Lepsius (ur. 23 grudnia 1810 w Naumburgu nad Saale w Niemczech, zm. 10 lipca 1884 w Berlinie) – niemiecki egiptolog i filolog, profesor uniwersytetu w Berlinie, dyrektor Muzeum Egipskiego i Biblioteki Królewskiej w Berlinie. Uważany za twórcę systematyki dziejów starożytnego Egiptu.

## Kariera naukowa
Był synem starosty z Naumburga n. Saale. Studiował historię powszechną, filozofię i językoznawstwo na uniwersytetach w Lipsku, Getyndze i Berlinie. W 1833 obronił pracę doktorską, której tematem było 7 miedzianych tablic, znalezionych w 1444 koło Perugii i zawierających informacje o kulcie religijnym starożytnych Umbrów. W tymże 1833 udał się do Paryża, gdzie kontynuował studia, uczęszczając m.in. na wykłady filologa i archeologa Letronne’a o historii starożytnego Egiptu oraz poznając osiągnięcia Champolliona w odczytywaniu hieroglifów.
Następnie udał się w podróż do Włoch. W Turynie zapoznał się ze zbiorami Muzeum Egipskiego, jednocześnie kopiując wszystkie dostępne inskrypcje hieroglificzne. W Pizie odwiedził i zacieśnił przyjaźń z uczniem Champolliona, Ippolitem Rosellinim, z którym już wcześniej prowadził korespondencję. Pozwoliło mu to pogłębić swoją wiedzę o odczytywaniu hieroglifów. Potem wyjechał do Rzymu, gdzie promotor jego włoskiej wyprawy, poseł pruski w Watykanie, Christian von Bunsen, mianował go sekretarzem Instytutu Archeologicznego i stworzył warunki do dalszych studiów. W Rzymie Lepsius poświęcił się studiowaniu zgromadzonych inskrypcji hieroglificznych, czego wynikiem były liczne prace naukowe dotyczące chronologii i historii Egiptu: Chronologia Egipcjan, Księga królów starożytnych Egipcjan i O pierwszym kręgu bogów egipskich i jego genezie historyczno-mitologicznej. Odkrył tam również, że liczne inskrypcje na sarkofagach, trumnach i zwojach papirusów mają tę samą treść i nazwał je Księgą umarłych. Stwierdził też wówczas, że system Champolliona wykazuje błędy i ustalił, że znaki hieroglificzne nie są skrótami słów, lecz znakami głosek i sylab. W 1838 opuścił Rzym udając się do Londynu i Lejdy, gdzie uzupełniał swe zbiory inskrypcji staroegipskich. W 1842 został profesorem nadzwyczajnym uniwersytetu w Berlinie.

## Wyprawa do Egiptu

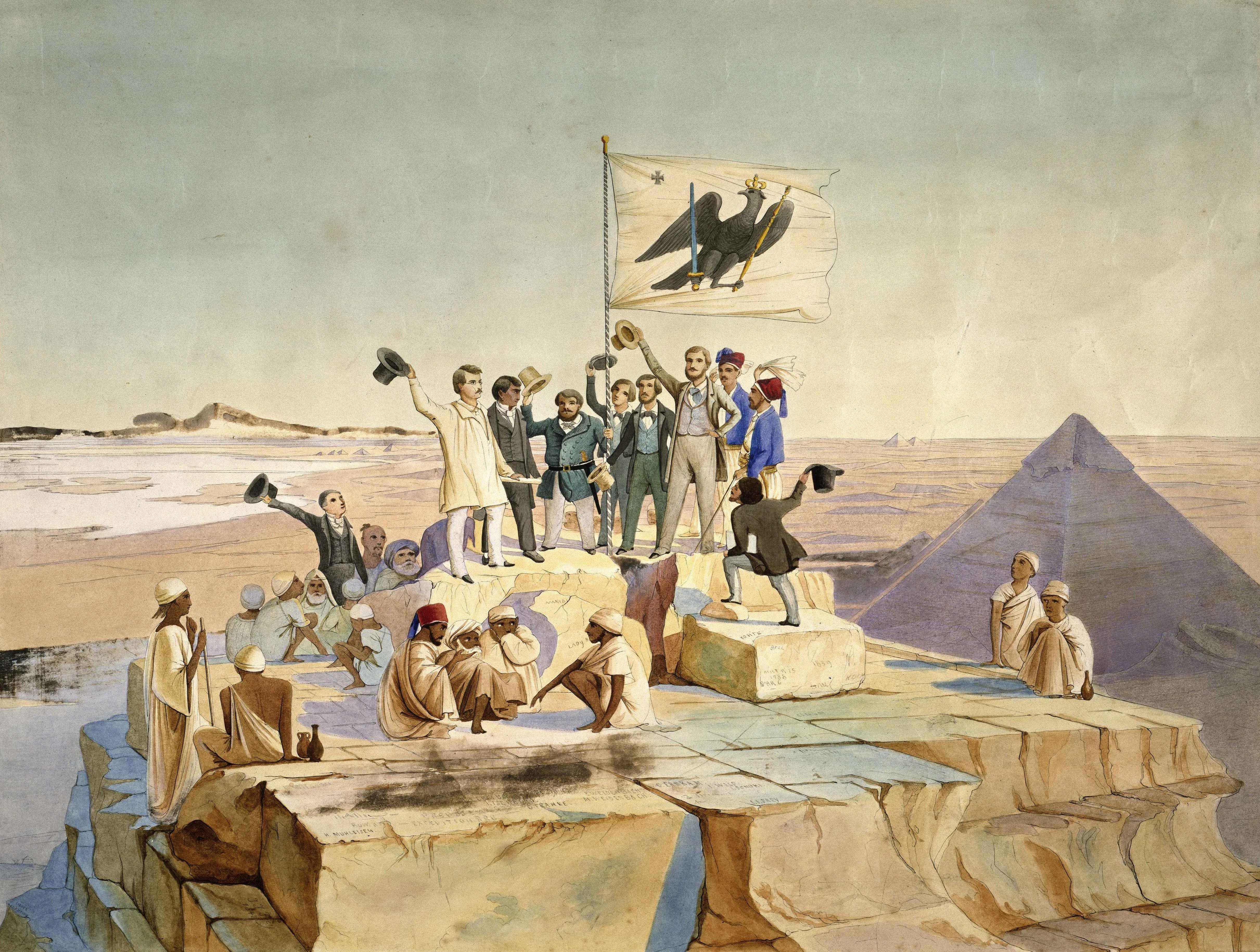
Ekspedycja Lepsiusa na szczycie piramidy Cheopsa (1842)

W Berlinie Lepsius postanowił zorganizować wyprawę badawczą do Egiptu w celu skatalogowania wszystkich pomników kultury staroegipskiej i udostępnienia jej badaczom oraz dla pozyskania eksponatów do Muzeum Egipskiego. W realizacji tego przedsięwzięcia pomogło mu wstawiennictwo Bunsena, a przede wszystkim Aleksandra von Humboldta u króla pruskiego Fryderyka Wilhelma IV, który zgodził się sfinansować wyprawę, a kierownictwo jej powierzyć Lepsiusowi.
Pruska ekspedycja badawcza poznawała Egipt w latach 1842-1845. Prowadzono badania w Gizie, Sakkarze, Memfis, Amarnie, na wyspie File, Abu Simbel, Meroe oraz w Luksorze i Karnaku w Tebach. Lepsius odbył też podróż na Synaj, pragnąc potwierdzić dowodzenie J.L. Burckhardta, że to góry Serbal, a nie Dżebel Musa są miejscem, w którym Bóg przekazał prawa Mojżeszowi.
Działalność ekspedycji udokumentował tworząc kopie inskrypcji oraz inwentarz zabytków. Wywiózł także z Egiptu do Prus w 194 skrzyniach 15 tys. obiektów, które wzbogaciły zasoby Muzeum Egipskiego w Berlinie. Jego uczeń i biograf Georg Ebers wytykał mu w wiele lat później, że pozyskiwał je często brutalnymi metodami, wprost wycinając fragmenty większych zabytków, a nawet używając dynamitu. Będące plonem wyprawy dzieło Denkmäler Ägyptens und Äthiopiens zostało w latach 1849-1859 opublikowane w 12 tomach z 894 planszami.

## Późniejsze dokonania
Po powrocie do kraju Lepsius zyskał sławę, przyjmowany był na dworze królewskim, rektor Uniwersytetu Berlińskiego mianował go profesorem zwyczajnym, a Pruska Akademia Nauk powołała do grona swoich członków. Ożenił się wówczas z Elisabeth Klein, z którą miał czterech synów i dwie córki. W 1855 został zastępcą dyrektora, a w 1865 – dyrektorem Muzeum Egipskiego w Berlinie. W 1866 podjął trud jeszcze jednej wyprawy do Egiptu: dotarł do wschodniej części delty Nilu i rejonu Suezu, odkrywając tam dwujęzyczny tekst, tzw. Dekret z Kanopos, którego odczytanie pozwoliło ostatecznie potwierdzić metodę Champolliona. Ze względu na stan wojny w jakim znalazły się Prusy, wyprawa musiała wkrótce przerwać działalność i powrócić. W 1872 otrzymał Pour le Mérite za Naukę i Sztukę.
W roku 1873 Lepsius został dyrektorem Biblioteki Królewskiej. Zmarł 10 lipca 1884 w Berlinie na raka żołądka.

## Zasługi dla nauki

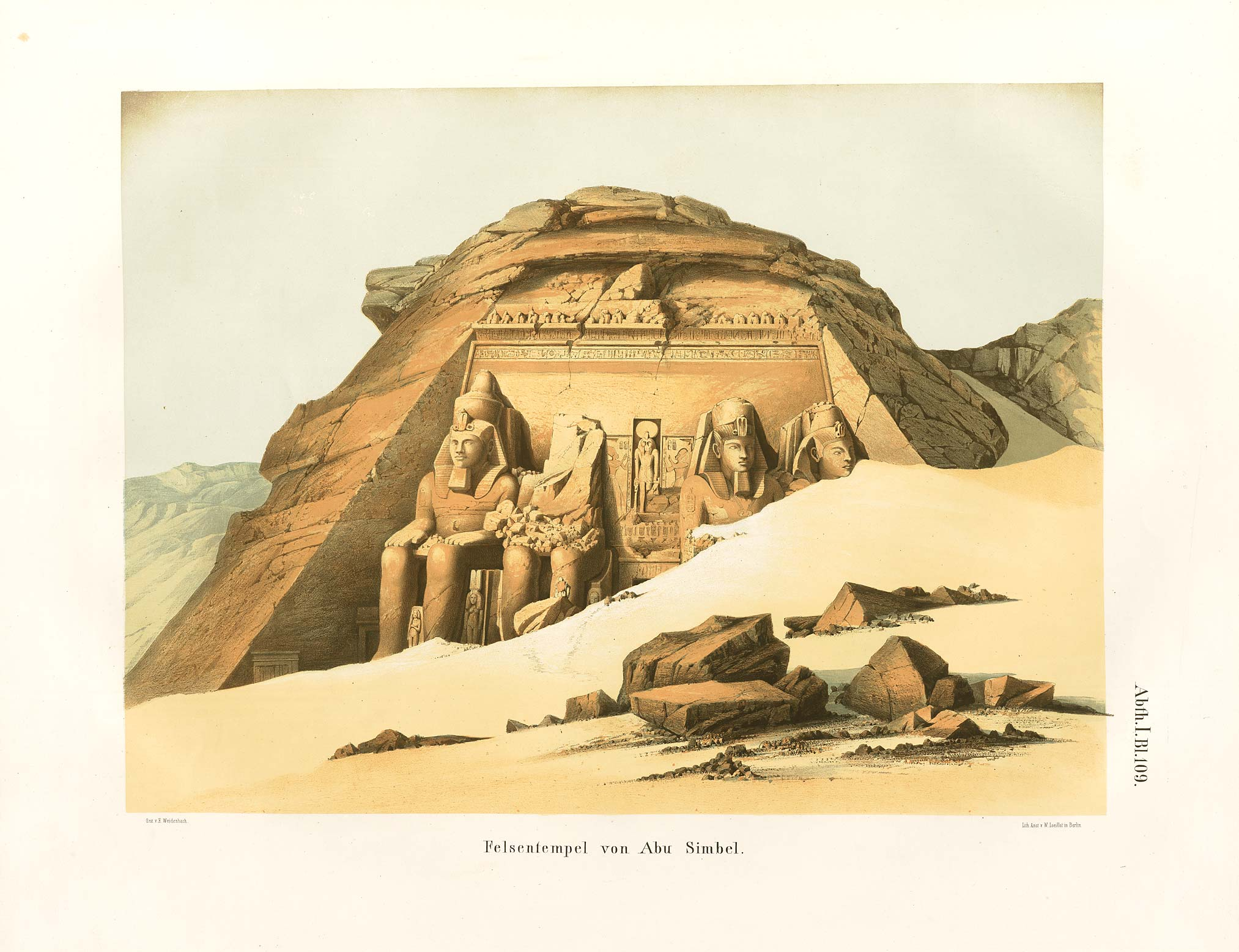
Świątynia w Abu Simbel (plansza z Denkmaeler aus Aegypten und Aethiopien)

- Uzupełnienie i poprawienie systemu odczytywania hieroglifów Champolliona oraz uzyskanie nowych dowodów na prawidłowość tego systemu i zdobycie uznania świata nauki dla niego.
- Chronologia i usystematyzowanie dziejów starożytnego Egiptu.
- Odkrycie Księgi Umarłych i wydanie pierwszego jej tekstu w 1842.
- Odkrycie, że ruiny Meroe nie są pozostałościami po cywilizacji wcześniejszej niż staroegipska (jak wówczas powszechnie sądzono), lecz że Meroe przejęło spuściznę klasycznej kultury egipskiej i największe znaczenie uzyskało po XXV dynastii.
- Odnalezienie nowych piramid, w wyniku czego liczba odkrytych wówczas piramid wzrosła do 67 obiektów (obecnie [2007] znanych jest 108 piramid władców Egiptu).
- Odkrycie nowego rodzaju grobowca – mastaby – i zbadanie 130 takich grobów.

## Najważniejsze prace
- Das Todtenbuch der Ägypten nach dem hieroglyphischen Papyrus in Turin mit einem Vorworte zum ersten Male Herausgegeben, 1842
- Denkmaeler aus Aegypten und Aethiopien nach den Zeichnungen der von Seiner Majestät dem Koenige von Preussen, Friedrich Wilhelm IV., nach diesen Ländern gesendeten, und in den Jahren 1842–1845 ausgeführten wissenschaftlichen Expedition auf Befehl Seiner Majestät, 1849
- Chronologie der Ägypter, 1849
- Königsbuch der alten Ägypten, 1850
- Briefe aus Aegypten, Aethiopien und der Halbinsel des Sinai: Geschrieben in den Jahren 1842–1845 während der auf Befehl Sr. Majestät des Königs Friedrich Wilhelm IV. von Preußen ausgeführten wissenschaftlichen Expedition, 1852
- Das allgemeine linguistische Alphabet: Grundsätze der Übertragung fremder Schriftsysteme und bisher noch ungeschriebener Sprachen in europäische Buchstaben, 1855
- Nubische Grammatik mit einer Einleitung über die Völker und Sprachen Afrika’s, 1880